# Eurysternus atrosericus
Eurysternus atrosericus är en skalbaggsart som beskrevs av François Génier 2009. Eurysternus atrosericus ingår i släktet Eurysternus och familjen bladhorningar. Inga underarter finns listade i Catalogue of Life.